# Wildpark Reuschenberg

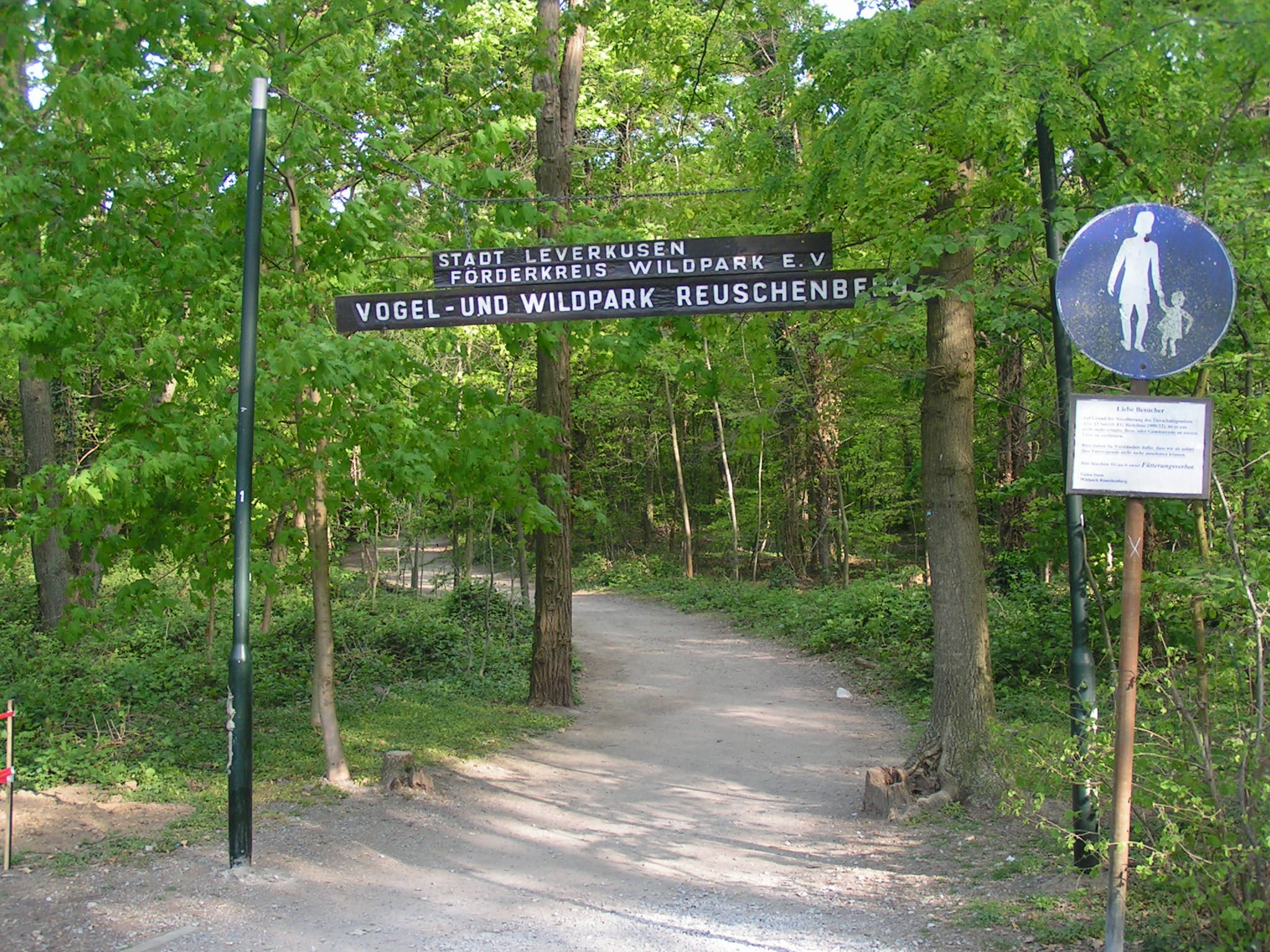
Eingang

Der Wildpark Reuschenberg ist ein Tierpark im westlichen Teil des Reuschenberger Walds in Leverkusen-Küppersteg an der Grenze zu Bürrig.

## Geschichte

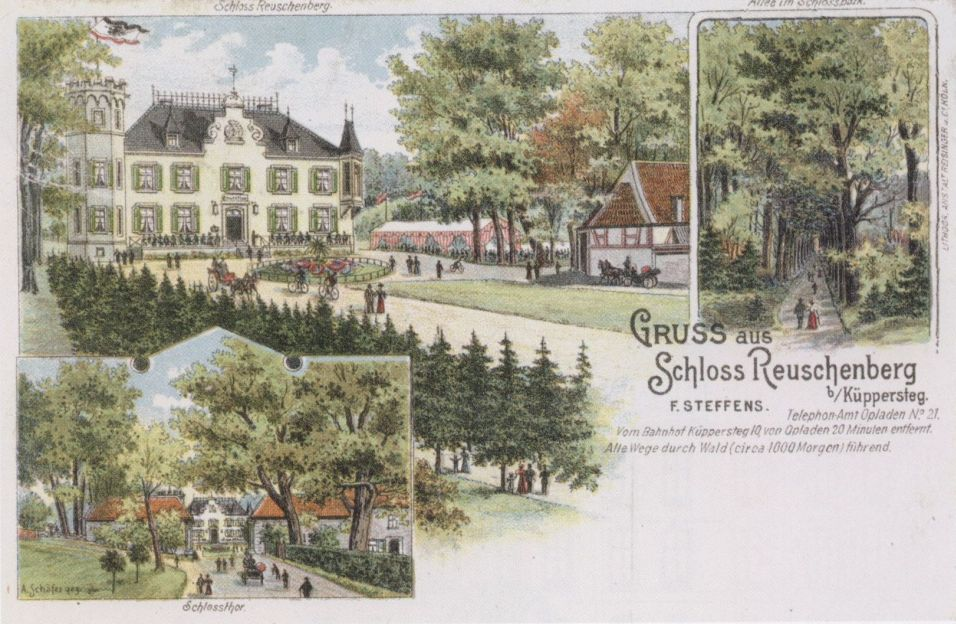
Das ehemalige Schloss

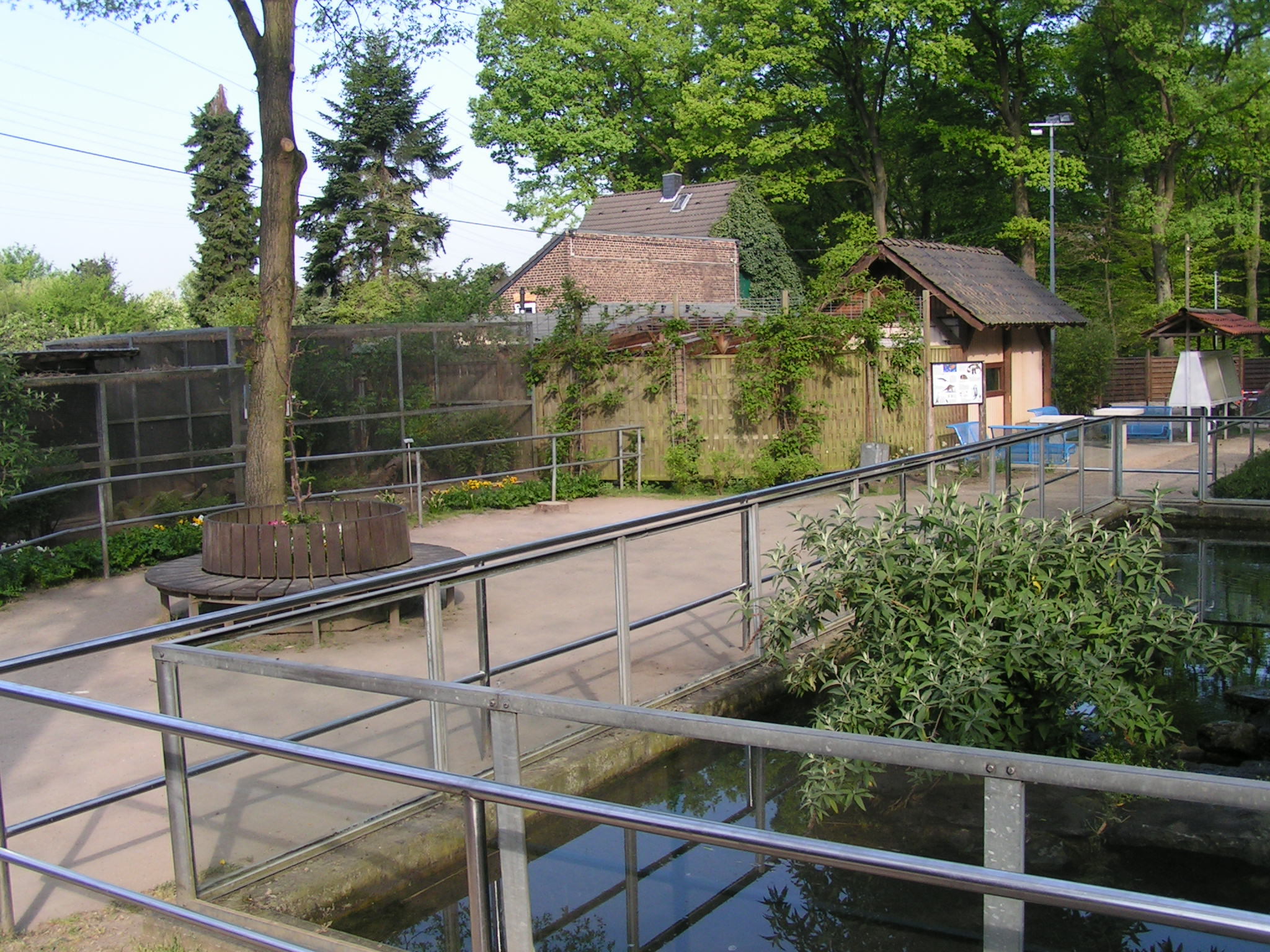
Volieren und Teil des Ottergeheges im ältesten Teil des Wildparks

Der Wildpark beruht auf der Initiative des Förderkreises Wildpark Leverkusen, der 1970 gegründet wurde. Aufgrund von Verträgen mit der Stadt, die das Gelände zur Verfügung stellte und eine finanzielle Förderung zusagte, konnte der Wildpark schließlich 1976 eröffnet werden. Ab 1984 wurde der Betrieb des Wildparks komplett an die Stadt Leverkusen übertragen, wobei der Betrieb weiterhin vom Förderkreis unterstützt wird. Darüber hinaus wird der Wildpark durch Spenden und Sponsoring (z. B. Tierpatenschaften) unterstützt. Die 2006 vorgeschlagene Schließung des Parks aus finanziellen Gründen konnte vorerst abgewendet werden. Im Januar 2008 übernahm die Lebenshilfe-Werkstätten Leverkusen/Rhein-Berg gGmbH den Betrieb des Parks.
Nachdem der Park zunächst lediglich aus zwei Volierenreihen bestanden hatte, wurde er nach und nach erweitert und verfügt heute nach verschiedenen Quellen über eine Fläche von 3,4 bzw. 5,5 Hektar. Er wird von ca. 200.000 Gästen jährlich besucht.
Der Name des Wildparks erinnert an das ehemalige Schloss Reuschenberg, das sich von 1295 bis 1968 in der Nähe befand. Aufgrund von Kriegs- und Verfallsschäden wurde es dann jedoch abgerissen.

## Tierbestand

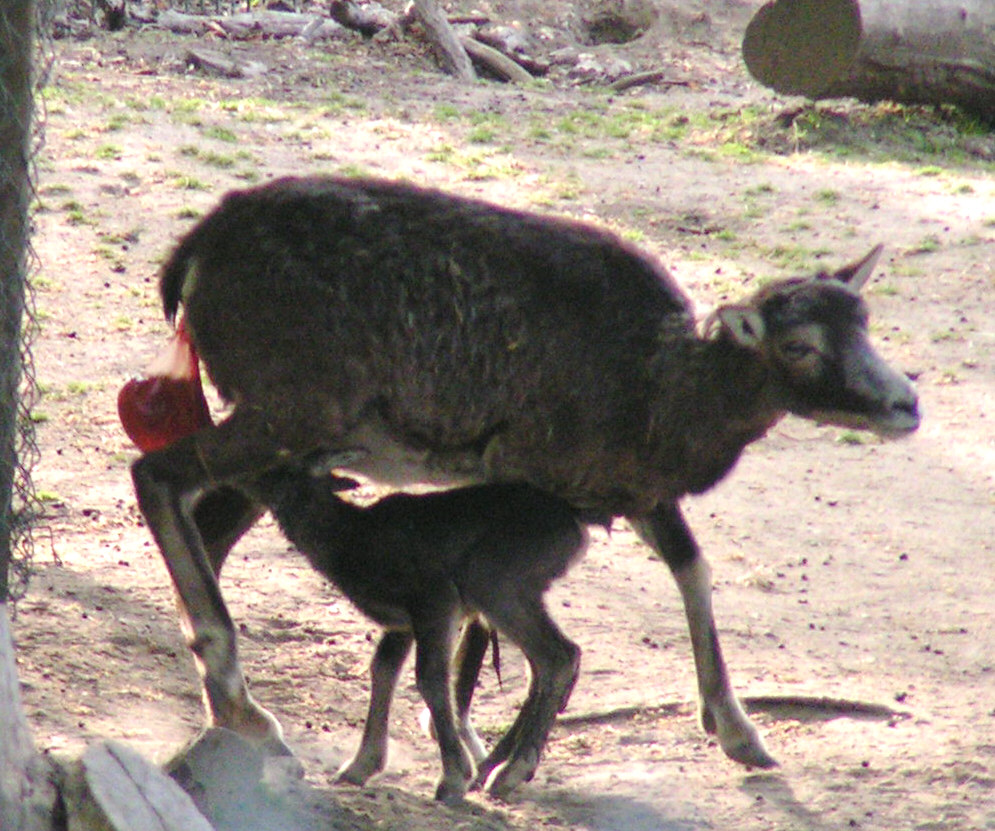
Nachwuchs im Mufflon-Gehege

Der Tierpark beherbergt heimische Wild- und Haustierarten, von der Waldameise über Vogelarten, Schildkröten bis hin zu größeren Arten wie Luchs, Damhirsch, Alpaka, Ziege oder Fischotter.
Durch die Unterstützung verschiedener Zuchtprojekte trägt der Park zu Erhaltung verschiedener von der Ausrottung bedrohter Tierarten bei.
Während sich der Tierbestand heute im Wesentlichen auf europäische Tierarten konzentriert, wurden in den vergangenen Jahrzehnten auch exotischere Arten wie z. B. Langschwanzkatzen oder Pfauen gehalten. Der Grizzlybär "Bobby", ein ehemaliger Zirkusbär, war Gründungsbestand des Parks.

## Sonstiges
Neben Freigehegen und Volieren für die verschiedenen Tierarten verfügt der Wildpark über einen Vogel- und einen Waldschadenslehrpfad mit einer Vielzahl entsprechender Schauobjekte und Lehrtafeln. Beide verlaufen durch ein Waldstück mit mehreren Teichen.
Im Rahmen einer Zooschule wird versucht, insbesondere bei Schüler- und Jugendgruppen das Bewusstsein für zoologische und ökologische Probleme zu wecken.
Im Eingangsbereich bietet das Wildpark Bistro die Möglichkeit zur Einkehr. Außerdem finden dort Veranstaltungen sowohl für Erwachsene als auch Kinder wie z. B. LEVliest! statt.